# Love in the Time of Money
Love in the Time of Money es una película independiente estadounidense estrenada en el año 2002. Escrita y dirigida por Peter Mattei, y protagonizada por Vera Farmiga, Jill Hennessy, Steve Buscemi y Rosario Dawson entre otros.

## Sinopsis
Historia de nueve neoyorquinos. Empieza con Greata (Vera Farmiga), una prostituta, y un contratista llamado Eddie (Domenick Lombardozzi), quien rehúsa pagar sus servicios. Luego, Eddie tiene un amorío con una infeliz ama de casa (Jill Hennessy) mientras su marido Robert (Malcolm Gets) se encuentra fuera de casa. Robert está ayudando la carrera de un artista oportunista, Martin (Steve Buscemi), del cual Robert se sentirá atraído a pesar de estar casado. En su intento por desarrollar su arte, Martin le propone a Anna (Rosario Dawson) que deje que la dibuje. Ambos se sentirán atraídos, por lo que hará que peligre la relación de Anna con su novio Nick (Adrian Grenier), quien acaba de regresar a la ciudad.

## Reparto
- Vera Farmiga - Greta
- Rosario Dawson - Anna
- Steve Buscemi - Martin Kunkle
- Domenick Lombardozzi - Eddie Iovine
- Jill Hennessy - Ellen Walker
- Malcolm Gets - Robert Walker
- Adrian Grenier - Nick
- Carol Kane - Joey
- Michael Imperioli - Will
- Alexa Fischer - Elaine
- Ross Gibby - Jack
- Nahanni Johnstone - Marianne Jones
- John Ottavino - Mark Jones
- Tamara Jenkins - Gallery Owner